# 圓山
圓山，古名圓山仔（臺灣話仍延用此稱）。位於臺灣臺北市大龍峒/西新庄子間，為基隆河南岸的獨立小山丘，標高約36公尺，面積則約有數公頃。
該土丘原名為「大龍峒山」或「大龍山」，其名來自此區域本來所住的平埔族分支凱達格蘭族「大浪泵社」的閩南譯音，據說因風水如龍，故採用「大龍峒」字樣，而非「大浪泵」。後來因山丘平緩，被後人另取名為「圓山」且沿用至今。
因該地為緊鄰臺北盆地的第一處緩坡與大綠地，1897年，臺灣總督府即於現址興建全臺灣第一處都會公園。另外，因為該山特殊地形，也保留了相當獨特的圓山遺址。
該土丘範圍約包含東緩坡與西緩坡，東緩坡包含兒童育樂中心舊址的一部份，延伸至今日中山北路東側。日治時代，中山北路名為「敕使街道」，1941年才整段落成。該越過圓山緩坡的這條數米寬現代道路，興建目的為聯絡臺北市區到達位於劍潭山的臺灣神社。二戰後，敕使街道不只延伸至陽明山山下，名稱亦改為中山北路。
圓山東緩坡以兒童育樂中心為界，延伸到民族東路。其範圍有圓山別莊、臺北市立美術館及中山美術公園等建物單位。
西緩坡最著名的是2.7公頃廣的圓山遺址，以該遺址為名的圓山文化是北臺灣分布最廣的新石器時代晚期歷史文化。1897年，臺灣總督府陸續於此興建圓山公園與臨濟護國禪寺。1950年代冷戰時期，該地區為駐臺美軍總部勤管司令部（Headquarters Support Activity, Taipei）所在地，臺北美軍招待所與美軍協防臺灣司令部亦設於該區，也因此帶動鄰近圓山的中山區商業發展。1980年代後，臺北市政府除了於緩坡邊緣興建全臺灣最大的足球場中山足球場外，在此則恢復設立低度使用的圓山公園以保護圓山遺址。
1901年10月25日，台灣總督府在此設立淡水線圓山驛。戰後淡水線由臺灣鐵路管理局經營，今已由臺北捷運淡水線取代其運輸任務。
1950年代後，因建立於劍潭山的圓山大飯店以圓山為名，一般習慣也將劍潭山納入圓山範圍。1980年代設立的圓山風景區即是指劍潭山步道。